# Distrito de Wałbrzych
Wałbrzych (polaco: powiat wałbrzyski) es un distrito (powiat) del voivodato de Baja Silesia (Polonia). Fue constituido el 1 de enero de 1999 como resultado de la reforma del gobierno local de Polonia aprobada el año anterior. Limita al sur con la República Checa y con otros cinco distritos de Baja Silesia: al norte con Jawor, al nordeste con Świdnica, al este con Dzierżoniów, al sudeste con Kłodzko y al oeste con Kamienna Góra. Está dividido en nueve municipios (gmina): cuatro urbanos (Boguszów-Gorce, Jedlina-Zdrój, Szczawno-Zdrój y Wałbrzych), dos urbano-rurales (Głuszyca y Mieroszów) y tres rurales (Czarny Bór, Stare Bogaczowice y Walim). En 2011, según el Oficina Central de Estadística polaca, el distrito tenía una superficie de 514,92 km² y una población de 178 138 habitantes.